# 광주 미국문화원 방화 사건
광주 미국문화원 방화사건(光州美國文化院放火事件)은 1980년 12월 9일 저녁 전라남도 광주시내에 있던 광주 미국문화원에 전남 지역 농민회 회원인 정순철, 김동혁, 박시영, 윤종형, 임종수 등과 대학생들이 방화한 사건이다. 5·18 광주 민주화 운동 무력 진압 이후 미국의 태도에 분노한 농민운동가와 학생운동가들은 미국 대사관과 각지의 미국 문화원에 항의성 시위 집회를 하였다. 1980년 이후 2000년대 중반까지 발생한 대한민국내 반미주의 시위에 영향을 주었다. 약칭은 '광미방', 1982년의 광주 미국문화원 제2차 방화 사건과 구별을 위해 '1차 광미방'으로도 부른다.

## 원인
광주 민주화 운동의 최종 진압 작전을 눈앞에 둔 1980년 5월 26일 광주의 민주화 항쟁 대학생대책본부는 "지금 부산 앞바다에는 미(美) 항공모함 두 대가 정박해있습니다. 잔인무도한 저들의 살육이 더 이상 계속되는 것을 방지하고 광주시민을 지원하기 위해 왔습니다. 시민여러분 안심하십시오"라는 내용의 가두방송을 했다. 하지만 미국 해군의 항공모함은 대한민국에 어떤 영향도 미치지 않고 상황을 방관했다. 결국 광주시민은 미국으로부터 쓰디쓴 배신감을 맛보았다. 배신감은 격렬한 분노를 불러일으켰고 마침내 광주 민주화 항쟁의 주역들이 반미 선구자가 되도록 만들었다.

## 전개
광주 진압 과정에서 미국의 아무런 도움이 없자 분노한 학생운동가 및 노동운동가들은 미국대사관과 미국문화원 등에서 반미 규탄 집회를 벌였으나 묵살당했다. 1980년 12월 9일 대학생들과 가톨릭농민회 전남연합회 광주분회장이었던 정순철(당시 27세) 등은 휘발유와 시너를 준비, 12월 9일 밤 문화원 직원들의 퇴근을 확인한 후 농민회원인 김동혁, 박시영, 윤종형, 임종수 씨 등과 함께 광주 미문화원 지붕에 구멍을 뚫고 사무실 바닥에 휘발유를 뿌린 뒤 라이터와 성냥으로 불을 질렀다.
광주 미문화원 방화투쟁은 전두환 정권에 의해 은폐됨으로써 그 진상이 제대로 알려지지 않았다. 처음에는 방화가 아닌 단순한 전기누전으로 이야기하다가, 투쟁 참가자들이 밝혀진 뒤에도 '부랑아의 영웅심리의 발로'로 몰아붙였다. 그러나 투쟁의 소식은 뜻있는 사람들 사이에서 조용하면서도 강렬한 파문을 불러일으켰다.

## 결과
전국 각지에서 발생한 반미주의 시위와 미국대사관, 미국문화원에 대한 공격의 시발점이 되었으며, 1982년 4월 강원대생 성조기 공개 소각사건과 1982년 3월 발생한 부산 미국문화원 방화사건 등에 영향을 주었다.

## 같이 보기
- 부산 미국문화원 방화사건(1982년 3월)
- 광주미문화원 2차 방화사건(82년 11월)
- 반미주의
- 민족 해방
- 강원대생 성조기 공개 소각사건(1982년 4월)
- 미국문화원 점거 농성사건 (1985년)
- 대구 미국문화원 폭파사건(1983년 9월)
- 부산 미국문화원 투석사건(1985년 4월)
- 효순 미선 사건(2002년)

## 관련 서적
- 박세길, 다시쓰는 한국현대사 3(돌베개, 1992)
- 강준만, 한국현대사산책:1980년대편 1 (인물과 사상사, 2004)